# Santa Creu de Jutglar (Llusanés)

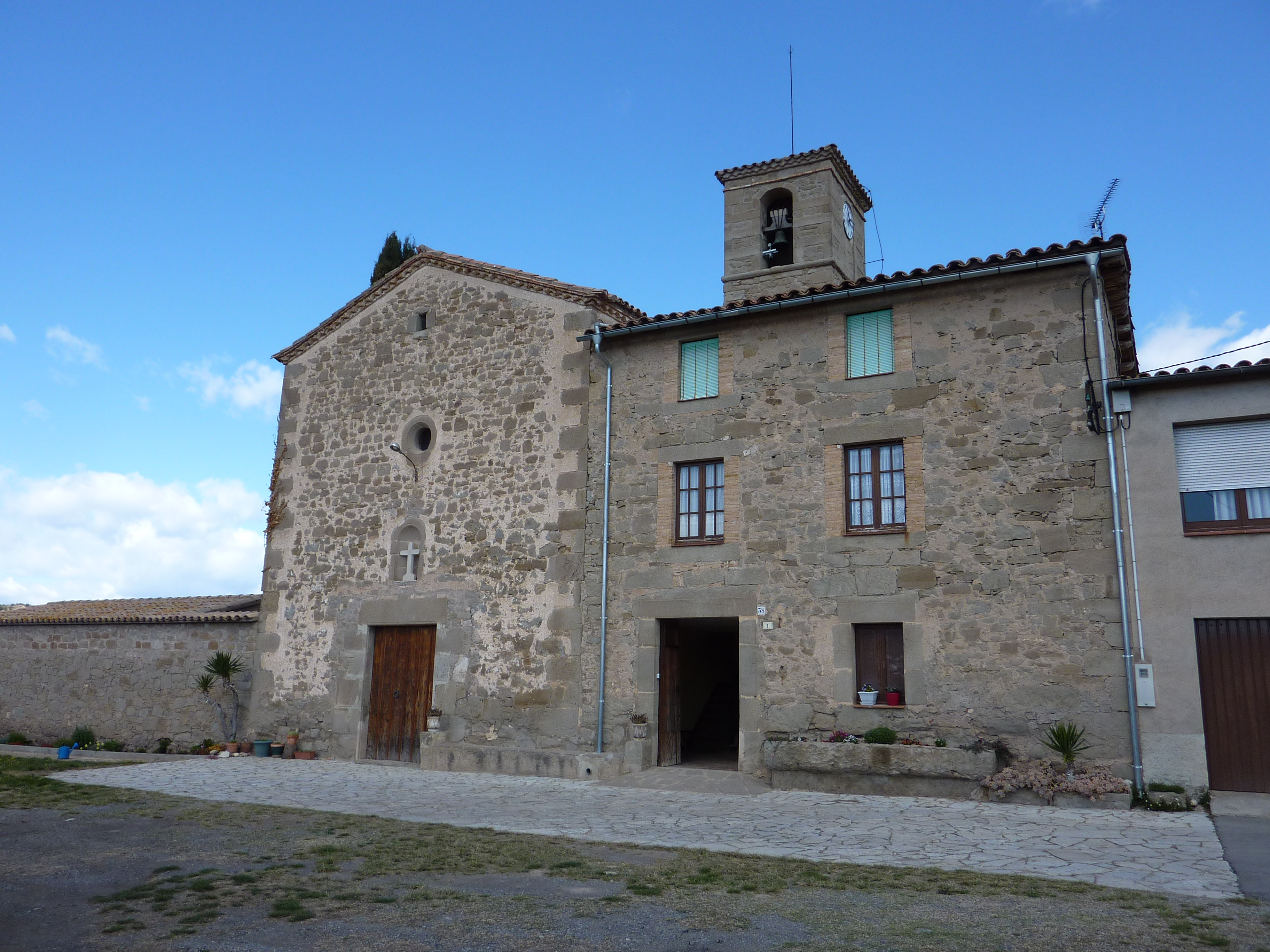
Iglesia de Santa Creu de Jutglar.

Santa Creu de Jutglar es una localidad del municipio de Olost, en la comarca de Osona, provincia de Barcelona (España). Se halla en el cruce entre las carreteras locales BV-4342 que la conecta con Santa Eulalia de Puigoriol y la BV-4653 de Perafita a Prats de Llusanés. 
Su población a 1 de enero de 2015 era de 164 habitantes (76 varones y 88 mujeres).

## Historia
La antigua iglesia de la población se halla documentada desde 984. Desde el siglo XIV hasta el siglo XVIII el consejo de Jurados de la subveguería del Llusanés se reunía en esta localidad debido a su situación céntrica en un cruce de caminos. Probablemente el topónimo haga referencia a su situación en esa bifurcación (jugulare). La iglesia actual se construyó a principios del siglo XVIII y se convirtió en parroquia en 1878.

## Lugares de interés
- Iglesia de Santa Creu de Jutglar, del siglo XVIII.